# Epirrhoe dubiosata
Epirrhoe dubiosata là một loài bướm đêm trong họ Geometridae.